# Canton de Saint-Cyr-l'École
Le canton de Saint-Cyr-l'École est une division administrative française, située dans le département des Yvelines et la région Île-de-France.
À la suite du redécoupage cantonal de 2014, les limites territoriales du canton sont remaniées. Le nombre de communes du canton passe de 3 à 6.

## Représentation

### Représentation avant 2015
| Période | Période | Identité            | Étiquette | Qualité |
| ------- | ------- | ------------------- | --------- | --- |
| 1976    | 1985    | Gilbert Gaston      | PCF       | Ecrivain Maire de Fontenay-le-Fleury (1971-1983)                                                               |
| 1985    | 1998    | Anne Le Pivain      | DVD       | Ancienne infirmière Maire de Fontenay-le-Fleury (1983-1995) Députée-suppléante                                 |
| 1998    | 2011    | Claude Vuilliet     | PS        | Maire de Bois-d'Arcy (1995-2014)                                                                               |
| 2011    | 2015    | Jean-Philippe Mallé | PS        | Attaché territorial 1er Maire adjoint de Bois-d'Arcy (2008-2012) Député (2012-2014), suppléant de Benoit Hamon |

### Représentation à partir de 2015
| Période élective | Période élective | Mandat | Mandat   | Identité           | Nuance | Nuance | Qualité |
| ---------------- | ---------------- | ------ | -------- | ------------------ | ------ | ------ | --- |
| 2015             | 2021             | 2015   | 2021     | Philippe Benassaya |        | LR     | Ancien attaché parlementaire Maire de Bois-d'Arcy                                                                      |
| 2015             | 2021             | 2015   | 2021     | Sonia Brau         |        | UDI    | Cadre dans l’Administration Pénitentiaire Maire-adjointe (2008 → 2019) puis maire (2019 → ) de Saint-Cyr-l'École       |
| 2021             | 2028             | 2021   | en cours | Philippe Benassaya |        | LR     | Conseiller sortant, conseiller en communication, député (2020 → 2022) Maire de Bois-d'Arcy (2024 →) Député (2020-2022) |
| 2021             | 2028             | 2021   | en cours | Sonia Brau         |        | UDI    | Conseillère sortante                                                                                                   |

### Résultats détaillés

#### Élections de mars 2015
À l'issue du 1er tour des élections départementales de 2015, deux binômes sont en ballottage : Philippe Benassaya et Sonia Brau (Union de la Droite, 39,18 %) et Fabienne Gelgon-Bilbault et Jean-Philippe Malle (PS, 24,40 %). Le taux de participation est de 45,85 % (16 954 votants sur 36 977 inscrits) contre 45,34 % au niveau départemental et 50,17 % au niveau national.
Au second tour, Philippe Benassaya et Sonia Brau (Union de la Droite) sont élus avec 59,66 % des suffrages exprimés et un taux de participation de 42,12 % (8 591 voix pour 15 573 votants et 36 972 inscrits).

#### Élections de juin 2021
Le premier tour des élections départementales de 2021 est marqué par un très faible taux de participation (33,26 % au niveau national). Dans le canton de Saint-Cyr-l'École, ce taux de participation est de 32,64 % (12 375 votants sur 37 914 inscrits) contre 33,61 % au niveau départemental. À l'issue de ce premier tour, deux binômes sont en ballottage : Philippe Benassaya et Sonia Brau (Union au centre et à droite, 52,1 %) et Nicolas Farré et Monique Huynh Tan (binôme écologiste, 24,21 %).
Le second tour des élections est marqué une nouvelle fois par une abstention massive équivalente au premier tour. Les taux de participation sont de 34,36 % au niveau national, 35,23 % dans le département et 33,96 % dans le canton de Saint-Cyr-l'École. Philippe Benassaya et Sonia Brau (Union au centre et à droite) sont élus avec 65,51 % des suffrages exprimés (8 032 voix pour 12 879 votants et 37 925 inscrits),,. 

## Composition

### Composition avant 2015
Le canton comprenait trois communes.
| Nom                           | Code Insee | Codepostal | Superficie (km2) | Population (dernière pop. légale) | Densité (hab./km2) |
| ----------------------------- | ---------- | ---------- | ---------------- | --------------------------------- | ------------------ |
| Saint-Cyr-l'École (chef-lieu) | 78545      | 78210      | 5,01             | 17 562 (2012)                     | 3 505              |
| Bois-d'Arcy                   | 78073      | 78390      | 5,48             | 13 813 (2012)                     | 2 521              |
| Fontenay-le-Fleury            | 78242      | 78330      | 5,43             | 12 823 (2012)                     | 2 362              |

### Composition depuis 2015
Le canton de Saint-Cyr-l'École comprend désormais six communes entières.
| Nom                                       | Code Insee | Intercommunalité             | Superficie (km2) | Population (dernière pop. légale) | Densité (hab./km2) | Modifier                                    |
| ----------------------------------------- | ---------- | ---------------------------- | ---------------- | --------------------------------- | ------------------ | ------------------------------------------- |
| Saint-Cyr-l'École (bureau centralisateur) | 78545      | CA Versailles Grand Parc     | 5,01             | 20 451 (2022)                     | 4 082              | modifier les données · modifier les données |
| Bois-d'Arcy                               | 78073      | CA Versailles Grand Parc     | 5,48             | 16 225 (2022)                     | 2 961              | modifier les données · modifier les données |
| Chavenay                                  | 78152      | CC Gally Mauldre             | 6,03             | 1 741 (2022)                      | 289                | modifier les données · modifier les données |
| Fontenay-le-Fleury                        | 78242      | CA Versailles Grand Parc     | 5,43             | 13 640 (2022)                     | 2 512              | modifier les données · modifier les données |
| Rennemoulin                               | 78518      | CA Versailles Grand Parc     | 2,22             | 107 (2022)                        | 48                 | modifier les données · modifier les données |
| Villepreux                                | 78674      | CA Saint-Quentin-en-Yvelines | 10,40            | 11 568 (2022)                     | 1 112              | modifier les données · modifier les données |
| Canton de Saint-Cyr-l'École               | 7815       |                              | 34,57            | 63 732 (2022)                     | 1 844              | modifier les données                        |

## Démographie

### Démographie avant 2015
| 1982   | 1990   | 1999   | 2006   | 2011   | 2012   |
| ------ | ------ | ------ | ------ | ------ | ------ |
| 39 666 | 40 718 | 39 212 | 41 937 | 44 424 | 44 198 |

### Démographie depuis 2015
En 2022, le canton comptait 63 732 habitants, en évolution de +8,02 % par rapport à 2016 (Yvelines : +2,72 %, France hors Mayotte : +2,11 %).
| 2013   | 2018   | 2022   |
| ------ | ------ | ------ |
| 57 126 | 60 600 | 63 732 |